# George Polk
George Washington Polk Jr. (Fort Worth, Texas, 17 oktober 1913 - mei 1948, Thessaloniki, Griekenland) was een Amerikaans journalist voor CBS die werd vermoord tijdens de Griekse Burgeroorlog in 1948.

## Vroege jaren
George Polk werd geboren in Fort Worth als zoon van advocaat George Washington Polk Sr. en bibliothecaresse Adalaide Roe. Hij studeerde enige jaren aan het Virginia Military Institute maar maakte zijn opleiding niet af, en werkte vanaf 1933 enkele jaren als verkoper. In 1938 behaalde hij zijn bachelordiploma Engels aan de Universiteit van Alaska Fairbanks en begon tijdens zijn studie al columns te schrijven voor de Fort Worth Press. Na zijn afstuderen woonde hij in Azië, werkte hij bij de Shanghai Evening Post en trouwde in 1939 met Kay Phillips. In 1940 keerde hij terug naar de Verenigde Staten, waar hij werkte voor de Herald Tribune en doceerde aan de New York University.

## Tweede Wereldoorlog
Tijdens de Tweede Wereldoorlog meldde Polk zich bij een constructiebataljon voor de marine. Na de invasie van Guadalcanal landde het eerste element van Construction Unit Base 1 (CUB-1), een vooruitgeschoven brandstof- en bevoorradingsbasis, op 16 augustus 1942. Dit element stond onder bevel van vaandrig George W. Polk in de marinereserve, en bestond uit vijf officieren en 118 soldaten. De CUB-1 ontving later een Presidential Unit Citation voor zijn dienst. Polk vervulde ook dienst als "vrijwillige" duikbommenwerper en verkenningspiloot. Hij raakte gewond, leed aan malaria en lag bijna een jaar in het ziekenhuis.

## Griekse burgeroorlog
Polk werd op zondag 16 mei 1948 dood aangetroffen in de buurt van de haven van Thessaloniki, van dichtbij in zijn achterhoofd geschoten, met vastgebonden handen en voeten.
Polk had verslag gedaan van de Griekse burgeroorlog tussen de Griekse regering en communisten die probeerden de controle over het land te grijpen. Het was zijn bedoeling om de militaire leider van de communisten, Markos Vafeiadis, te ontmoeten voor een interview.
In zijn artikelen had hij de beschuldiging geuit dat enkele functionarissen in de Griekse regering 250.000 dollar aan buitenlandse hulp (2,5 miljoen dollar in dollars van 2016) hadden verduisterd; een beschuldiging die nooit werd bewezen. Polk, die sympathiseerde met de communisten, was bijzonder openhartig in zijn kritiek op de ongekwalificeerde steun van de regering-Truman aan het verzet van het "rechtse autoritaire regime" in Griekenland tegen de communistische poging om de macht te grijpen.
Eind jaren zeventig kwam het verhaal naar voren hoe de AMAG-autoriteiten (American Mission for Aid to Greece) de Griekse politie had geholpen om twee jonge communisten verantwoordelijk te houden voor zijn dood. Een communistische journalist, Gregorios Staktopoulos, werd veroordeeld voor de hulp die hij zou hebben geboden aan Vaggelis Vasvenas en Adam Mouzenidis, twee leden van de illegale communistische troepen, om Polk te vermoorden. Er is veel onduidelijkheid en controverse over de verantwoordelijke voor de moord op Polk.
Polk trouwde zeven maanden voor zijn dood met Rea Coccins, een Griekse voormalige stewardess (hij was inmiddels gescheiden van Kay Phillips). Na vermeende beschuldigingen door de Griekse overheid vluchtte Rea naar de Verenigde Staten. 
Binnen enkele maanden na zijn dood creëerde een groep Amerikaanse journalisten de George Polkprijs voor uitmuntende radio- of televisiejournalistiek. Deze prijs was gemodelleerd naar de Pulitzerprijs, die wordt toegekend voor uitmuntende gedrukte journalistiek in kranten.

## Kritiek
In februari 2007 werd Polks "status als symbool van journalistieke integriteit" betwist door historicus Richard Frank, die concludeerde dat Polk valse beweringen deed over zijn staat van dienst in de Tweede Wereldoorlog. Frank onderzocht de bewering, herhaald door Edward R. Murrow, dat Polk het bevel had gevoerd over een eenheid van 119 mariniers op Guadalcanal, een gevechtsvliegtuig had gevlogen dat 11 Japanse vliegtuigen had neergeschoten en een Purple Heart had gekregen. Hij concludeerde dat het niet consistent is met de beschikbare documentatie. Frank zei dat "de onontkoombare conclusie is dat George Polk niet alleen mondeling valse verhalen over zijn heldendaden in oorlogstijd vertelde aan zijn familie en zijn collega-journalisten, maar dat hij ook werkelijk documenten had vervalst om zijn verhalen te onderbouwen."
De broer van George Polk, William, reageerde op deze beschuldiging, die hij lasterlijk noemde, in een brief aan The Guardian op maandag 19 maart 2007. Hij wees erop dat Frank geen enkel artikel had besproken dat Polk ooit heeft geschreven en dat zijn militaire staat van dienst ruimschoots werd onderbouwd in een reeks militaire documenten, waaronder een foto waarop Polk op 30 november 1943 namens vice-admiraal John McCain wordt onderscheiden als vertegenwoordiger van het "Airplane Cruiser Detachment ... vanwege hun heroïsche rol tijdens de Slag om de Salomonseilanden."
In april 2007 reageerde Frank op de brieven van William Polk en op wat hij beschouwde als een verbijsterende stilte van journalisten die zijn beschuldigingen verwelkomden.

## Amerikaanse postzegel
Op 5 oktober 2007 kondigde de United States Postal Service aan dat het vijf journalisten van de 20e eeuw zou eren met eersteklas postzegels, die op dinsdag 22 april 2008 zouden worden uitgegeven: Martha Gellhorn, John Hersey, George Polk, Rubén Salazar en Eric Sevareid. Postmaster-General (minister van Posterijen) Jack Potter maakte de postzegelserie bekend tijdens de Associated Press Managing Editors Meeting in Washington.
- Bibliothèque nationale de France: cb12554148k (data)
- Gemeinsame Normdatei: 118899457
- International Standard Name Identifier: 0000 0000 7860 9036
- Library of Congress Control Number: n88278290
- Nationale Bibliotheek van Israël: 987007277187905171
- Nederlandse Thesaurus van Auteursnamen: 074787845
- SNAC: w6rn4rb9
- Système universitaire de documentation: 034830391
- Virtual International Authority File: 72192688
- WorldCat: E39PBJwXcq8x9BxWrGHhXgfjG3